# Ergebnisse der Kommunalwahlen in Kaiserslautern
In den folgenden Listen werden die Ergebnisse der Kommunalwahlen in Kaiserslautern aufgelistet. Es werden im ersten Teil die Ergebnisse der Stadtratswahlen ab 1999 angegeben. Im zweiten Teil stehen die Ergebnisse der Ortsbeiratswahlen 2009.
Es werden nur diejenigen Parteien und Wählergruppen aufgelistet, die bei wenigstens einer Wahl mindestens zwei Prozent der gültigen Stimmen erhalten haben. Bei mehrmaligem Überschreiten dieser Grenze werden auch Ergebnisse ab einem Prozent aufgeführt. Das Feld der Partei, die bei der jeweiligen Wahl die meisten Stimmen bzw. Sitze erhalten hat, ist farblich gekennzeichnet.

## Parteien
- AfD: Alternative für Deutschland
- CDU: Christlich Demokratische Union Deutschlands
- FDP: Freie Demokratische Partei
- FW: Freie Wähler (vor 2024: FWG)
- Grüne: Bündnis 90/Die Grünen
- Linke: Die Linke
- NPD: Nationaldemokratische Partei Deutschlands
- PARTEI: Partei für Arbeit, Rechtsstaat, Tierschutz, Elitenförderung und basisdemokratische Initiative
- Rep: Die Republikaner
- SPD: Sozialdemokratische Partei Deutschlands

## Wählergruppen
- FBU: Freie Bürger Union
- FWG: Freie Wählergruppe Rheinland-Pfalz (ab 2024: → Partei FW)
- Wählergruppe Kadel (bisherige FWG bei der Wahl 2024 im Ortsbezirk Einsiedlerhof)

## Abkürzung
- Wbt.: Wahlbeteiligung

## Stadtratswahlen
Stimmenanteile der Parteien in Prozent
| Jahr   | Wbt. | SPD  | CDU  | Grüne | AfD  | Linke | FDP | 1FW1 | PARTEI | FBU |
| ------ | ---- | ---- | ---- | ----- | ---- | ----- | --- | ---- | ------ | --- |
| 119992 | 43,7 | 36,3 | 46,9 | 4,7   |      |       | 4,1 |      |        |     |
| 2004   | 44,5 | 37,1 | 37,0 | 8,3   |      |       | 6,4 | 7,6  |        | 3,7 |
| 2009   | 39,9 | 37,8 | 30,3 | 8,4   |      | 6,2   | 8,7 | 6,1  |        | 2,6 |
| 220143 | 41,7 | 35,4 | 29,4 | 11,6  |      | 7,4   | 6,6 | 6,4  |        | 1,1 |
| 2019   | 50,8 | 25,9 | 22,3 | 19.4  | 10,7 | 5,5   | 6,2 | 7,0  | 2,2    |     |
| 2024   | 53,7 | 22,2 | 21,5 | 15,2  | 19,8 | 4,6   | 4,1 | 12,6 |        |     |

Sitzverteilung
| Jahr | Gesamt | SPD | CDU | Grüne | AfD | Linke | FDP | Rep | 1FW1 | PARTEI | NPD | FBU | Wählergruppen divers |
| ---- | ------ | --- | --- | ----- | --- | ----- | --- | --- | ---- | ------ | --- | --- | -------------------- |
| 1989 | 51     | 25  | 15  | 3     |     |       | 3   | 3   |      |        |     |     | 2                    |
| 1994 | 56     | 22  | 20  | 5     |     |       | 3   | 2   |      |        |     |     | 4                    |
| 1999 | 52     | 20  | 27  | 3     |     |       | 2   |     |      |        |     |     |                      |
| 2004 | 52     | 19  | 19  | 4     |     |       | 4   |     | 4    |        |     | 2   |                      |
| 2009 | 52     | 20  | 16  | 4     |     | 3     | 5   |     | 3    |        |     | 1   |                      |
| 2014 | 52     | 19  | 15  | 6     |     | 4     | 3   |     | 3    |        | 1   | 1   |                      |
| 2019 | 56     | 15  | 13  | 11    | 6   | 3     | 3   |     | 4    | 1      |     |     |                      |
| 2024 | 56     | 12  | 12  | 9     | 11  | 3     | 2   |     | 7    |        |     |     |                      |

Fußnoten
1 2024: Freie Wähler (FW), zuvor FWG

2 1999: zusätzlich: REP: 2,7 %

3 2014: zusätzlich: NPD: 2,1 %

## Ortsbeiratswahlen

### Dansenberg
Stimmenanteile der Parteien in Prozent
| Jahr | Wbt. | CDU  | 1FW1 | SPD  | Grüne | FDP  |
| ---- | ---- | ---- | ---- | ---- | ----- | ---- |
| 2004 | 64,7 | 51,5 | –    | 25,2 | –     | 23,3 |
| 2009 | 61,8 | 28,1 | 40,0 | 24,9 | –     | 6,9  |
| 2014 | 62,5 | 33,8 | 29,7 | 28,3 | –     | 8,2  |
| 2019 | 69,0 | 27,8 | 32,8 | 30,6 | –     | 8,8  |
| 2024 | 70,9 | 27,2 | 39,8 | 19,5 | 13,5  | –    |

Sitzverteilung
| Jahr | Gesamt | CDU | 1FW1 | SPD | Grüne | FDP |
| ---- | ------ | --- | ---- | --- | ----- | --- |
| 2004 | 15     | 8   | –    | 4   | –     | 3   |
| 2009 | 15     | 4   | 6    | 4   | –     | 1   |
| 2014 | 15     | 5   | 5    | 4   | –     | 1   |
| 2019 | 15     | 4   | 5    | 5   | –     | 1   |
| 2024 | 15     | 4   | 6    | 3   | 2     | –   |

Fußnote
1 2024: Freie Wähler (FW), zuvor FWG

### Einsiedlerhof
Stimmenanteile der Parteien in Prozent
| Jahr | Wbt. | 1FWG1 | SPD  | CDU  |
| ---- | ---- | ----- | ---- | ---- |
| 2004 | 38,9 | –     | 53,3 | 46,7 |
| 2009 | 35,4 | –     | 46,9 | 53,1 |
| 2014 | 36,8 | 51,1  | 25,3 | 23,6 |
| 2019 | 41,3 | 64,0  | 17,6 | 18,4 |
| 2024 | 46,6 | 63,2  | 36,8 | –    |

Sitzverteilung
| Jahr | Gesamt | 1FWG1 | SPD | CDU |
| ---- | ------ | ----- | --- | --- |
| 2009 | 15     | –     | 7   | 8   |
| 2014 | 15     | 8     | 4   | 3   |
| 2019 | 15     | 9     | 3   | 3   |
| 2024 | 15     | 9     | 6   | –   |

Fußnote
1 2024: als Wählergruppe Kadel

### Erfenbach
Stimmenanteile der Parteien in Prozent
| Jahr | Wbt. | SPD  | 1FW1 | CDU  |
| ---- | ---- | ---- | ---- | ---- |
| 2004 | 62,9 | 64,7 | 11,7 | 23,7 |
| 2009 | 55,9 | 60,6 | 16,9 | 22,5 |
| 2014 | 55,9 | 62,7 | 18,7 | 18,6 |
| 2019 | 61,3 | 46,9 | 31,6 | 21,5 |
| 2024 | 65,6 | 33,9 | 66,1 | –    |

Sitzverteilung
| Jahr | Gesamt | SPD | 1FW1 | CDU |
| ---- | ------ | --- | ---- | --- |
| 2009 | 15     | 9   | 3    | 3   |
| 2014 | 15     | 9   | 3    | 3   |
| 2019 | 15     | 7   | 5    | 3   |
| 2024 | 15     | 5   | 10   | –   |

Fußnote
1 2024: Freie Wähler (FW), zuvor FWG

### Erlenbach
Stimmenanteile der Parteien in Prozent
| Jahr | Wbt. | SPD  | CDU  | FDP  |
| ---- | ---- | ---- | ---- | ---- |
| 2004 | 57,1 | 53,1 | 46,9 | –    |
| 2009 | 51,7 | 47,1 | 42,2 | 10,7 |
| 2014 | 54,5 | 52,1 | 42,8 | 5,1  |
| 2019 | 64,3 | 52,3 | 33,9 | 13,9 |
| 2024 | 66,3 | 60,5 | 39,5 | –    |

Sitzverteilung
| Jahr | Gesamt | SPD | CDU | FDP |
| ---- | ------ | --- | --- | --- |
| 2009 | 15     | 7   | 6   | 2   |
| 2014 | 15     | 8   | 6   | 1   |
| 2019 | 15     | 8   | 5   | 2   |
| 2024 | 15     | 9   | 6   | –   |

### Erzhütten/Wiesenthalerhof
Stimmenanteile der Parteien in Prozent
| Jahr | Wbt. | SPD  | CDU  | 1FW1 | Grüne |
| ---- | ---- | ---- | ---- | ---- | ----- |
| 2009 | 53,2 | 50,5 | 33,5 | 16,0 | –     |
| 2014 | 54,7 | 60,0 | 26,2 | 13,8 | –     |
| 2019 | 64,7 | 56,2 | 25,2 | 18,6 | –     |
| 2024 | 69,7 | 45,0 | 23,1 | 17,1 | 14,7  |

Sitzverteilung
| Jahr | Gesamt | SPD | CDU | 1FW1 | Grüne |
| ---- | ------ | --- | --- | ---- | ----- |
| 2009 | 15     | 8   | 5   | 2    | –     |
| 2014 | 15     | 9   | 4   | 2    | –     |
| 2019 | 15     | 8   | 4   | 3    | –     |
| 2024 | 15     | 7   | 3   | 3    | 2     |

Fußnote
1 2024: Freie Wähler (FW), zuvor FWG

### Hohenecken
Stimmenanteile der Parteien in Prozent
| Jahr | Wbt. | CDU  | FDP  | SPD  | FW   |
| ---- | ---- | ---- | ---- | ---- | ---- |
| 2004 | 52,7 | 54,6 | –    | 45,4 | –    |
| 2009 | 53,2 | 47,4 | –    | 52,6 | –    |
| 2014 | 49,4 | 87,2 | 12,8 | –    | –    |
| 2019 | 60,2 | 50,8 | 5,8  | 43,3 | –    |
| 2024 | 60,6 | 47,8 | –    | 40,5 | 11,8 |

Sitzverteilung
| Jahr | Gesamt | CDU | FDP | SPD | FW |
| ---- | ------ | --- | --- | --- | -- |
| 2009 | 15     | 7   | –   | 8   | –  |
| 2014 | 15     | 13  | 2   | –   | –  |
| 2019 | 15     | 8   | 1   | 6   | –  |
| 2024 | 15     | 7   | –   | 6   | 2  |

### Mölschbach
Stimmenanteile der Parteien in Prozent
| Jahr | Wbt. | SPD  | CDU  | FW   |
| ---- | ---- | ---- | ---- | ---- |
| 2004 | 67,1 | 51,7 | 48,3 | –    |
| 2009 | 63,1 | 56,3 | 43,7 | –    |
| 2014 | 66,5 | 63,1 | 36,9 | –    |
| 2019 | 70,1 | 57,3 | 42,7 | –    |
| 2024 | 70,5 | 45,5 | 25,8 | 28,7 |

Sitzverteilung
| Jahr | Gesamt | SPD | CDU | FW |
| ---- | ------ | --- | --- | -- |
| 2009 | 15     | 8   | 7   | –  |
| 2014 | 15     | 9   | 6   | –  |
| 2019 | 15     | 9   | 6   | –  |
| 2024 | 15     | 7   | 4   | 4  |

### Morlautern
Stimmenanteile der Parteien in Prozent
| Jahr | Wbt. | CDU  | SPD  | FDP  | Grüne |
| ---- | ---- | ---- | ---- | ---- | ----- |
| 2004 | 59,3 | 43,3 | 43,6 | 13,1 | –     |
| 2009 | 55,5 | 40,3 | 43,2 | 16,6 | –     |
| 2014 | 54,3 | 45,7 | 41,2 | 13,1 | –     |
| 2019 | 65,4 | 37,5 | 44,9 | 17,6 | –     |
| 2024 | 65,6 | 33,0 | 42,2 | 8,4  | 16,4  |

Sitzverteilung
| Jahr | Gesamt | CDU | SPD | FDP | Grüne |
| ---- | ------ | --- | --- | --- | ----- |
| 2009 | 15     | 6   | 6   | 3   | –     |
| 2014 | 15     | 7   | 6   | 2   | –     |
| 2019 | 15     | 5   | 7   | 3   | –     |
| 2024 | 15     | 5   | 6   | 1   | 3     |

### Siegelbach
Stimmenanteile der Parteien in Prozent
| Jahr | Wbt. | SPD   | 1FW1 | CDU  |
| ---- | ---- | ----- | ---- | ---- |
| 2004 | 56,1 | 77,7  | –    | 22,3 |
| 2009 | 53,4 | 75,1  | –    | 24,9 |
| 2014 | 52,0 | 100,0 | –    | –    |
| 2019 | 60,5 | 57,8  | 42,2 | –    |
| 2024 | 63,9 | 38,2  | 61,8 | –    |

Sitzverteilung
| Jahr | Gesamt | SPD | 1FW1 | CDU |
| ---- | ------ | --- | ---- | --- |
| 2009 | 15     | 11  | –    | 4   |
| 2014 | 15     | 15  | –    | –   |
| 2019 | 15     | 9   | 6    | –   |
| 2024 | 15     | 6   | 9    | –   |

Fußnote
1 2024: Freie Wähler (FW), zuvor FWG